# One Piece Film: Red
One Piece Film: Red (originalment en japonès, ワンピース フィルム レッド) és una pel·lícula japonesa d'acció i aventura fantàstica d'anime dirigida per Gorō Taniguchi i produïda per Toei Animation. És el quinzè llargmetratge de la sèrie de pel·lícules One Piece, basat en el manga homònim escrit i il·lustrat per Eiichiro Oda. La pel·lícula gira al voltant d'un nou personatge femení anomenat Uta.
Es va anunciar per primera vegada el 21 de novembre de 2021 en commemoració de l'estrena de l'episodi 1000 d'anime de One Piece i després de l'emissió de l'episodi, es va publicar un tràiler i un pòster de la pel·lícula. La seva estrena mundial va ser a Nippon Budokan el 22 de juliol de 2022 per a la celebració del 25è aniversari del manga One Piece i s'estrenà a les sales el 6 d'agost de 2022 al Japó. La versió doblada al català es va estrenar el 4 de novembre del mateix any. La distribució del doblatge en català va comptar amb 50 còpies. La versió disposa dels mateixos actors de doblatge que van posar veu a la sèrie emesa pel canal Super3. El 4 de gener de 2024 es va emetre per primera vegada en obert pel canal SX3.

## Premissa
Uta, la cantant més estimada del món, és coneguda per ocultar la seva pròpia identitat quan actua. Ara, per primera vegada, Uta es revelarà al món en un concert en directe. Mentre el recinte s'omple de tota mena de fans (pirates emocionats, l'Armada observant de prop i els pirates del Barret de Palla liderats per en Ruffy que simplement hi assisteixen per gaudir de la seva actuació sonora), la veu que tot el món ha estat esperant està a punt de sonar. La història comença amb el fet impactant que és la "filla" d'en Shanks.

## Actors de doblatge
| Japonès           | Català            | Personatge        |
| ----------------- | ----------------- | ----------------- |
| Mayumi Tanaka     | Carles Lladó      | Monkey D. Ruffy   |
| Kazuya Nakai      | Marc Zanni        | Roronoa Zoro      |
| Akemi Okamura     | Elisabet Bargalló | Nami              |
| Kappei Yamaguchi  | Miquel Bonet      | Usopp             |
| Hiroaki Hirata    | Josep Maria Mas   | Sanji             |
| Ikue Ootani       | Neus Sendra       | Tony Tony Chopper |
| Yuriko Yamaguchi  | Montse Puga       | Nico Robin        |
| Kazuki Yao        | Antoni Forteza    | Franky            |
| Chô               | Xavier Casan      | Brook             |
| Katsuhisa Houki   | Mark Ullod        | Jinbe             |
| ShüIchi Ikeda     | Óscar Muñoz       | Shanks            |
| Kaori Nazukaa     | Marta Moreno      | Uta               |
| Kenjirô Tsuda     | Francesc Belda    | Gordon            |
| Houko Kuwashima   | Roser Aldabó      | Sunny             |
| Hiroshi Kamiya    | Àlex de Porrata   | Trafalgar Law     |
| Yasuhiro Takato   | Iván Cánovas      | Bepo              |
| Shoutaro Moribuko | Ramon Canals      | Bartolomeo        |
| Mika Doi          | Roser Aldabó      | Koby              |
| Kouichi Nagano    | Àlex Meseguer     | Helmeppo          |
| Ikuya Sawaki      | Jaume Mallofre    | Almirall Fujitora |